# Condado de Gibson (Tennessee)
El condado de Gibson (en inglés: Gibson County, Tennessee), fundado en 1823, es uno de los 95 condados del estado estadounidense de Tennessee. En el año 2000 tenía una población de 48.152 habitantes con una densidad poblacional de 31 personas por km². La sede del condado es Trenton.

## Geografía
Según la Oficina del Censo, el condado tiene un área total de 1563 km² (603,5 mi²), de la cual 1227 km² (473,7 mi²) es tierra y 2 km² (0,8 mi²) es agua.

### Condados adyacentes
- Condado de Weakley noreste
- Condado de Carroll este
- Condado de Madison sur
- Condado de Crockett suroeste
- Condado de Dyer oeste
- Condado de Obion noroeste

## Demografía
En el 2000 la renta per cápita promedia del condado era de $31 105, y el ingreso promedio para una familia era de $39 318. El ingreso per cápita para el condado era de $16 320. En 2000 los hombres tenían un ingreso per cápita de $30 360 contra $21 351 para las mujeres. Alrededor del 12,80% de la población estaba bajo el umbral de pobreza nacional.

## Lugares

### Ciudades y pueblos
- Bradford
- Dyer
- Gibson
- Humboldt
- Kenton
- Medina
- Milan
- Rutherford
- Trenton
- Yorkville

### Comunidades no incorporadas
- Eaton
- Idlewild